# La Cantera, Corregidora
La Cantera är en ort i Mexiko.   Den ligger i kommunen Corregidora och delstaten Querétaro Arteaga, i den centrala delen av landet, 180 km nordväst om huvudstaden Mexico City. La Cantera ligger 2 069 meter över havet och antalet invånare är 142.
Terrängen runt La Cantera är kuperad åt nordväst, men åt sydost är den platt. Runt La Cantera är det ganska tätbefolkat, med 104 invånare per kvadratkilometer. Närmaste större samhälle är Santiago de Querétaro, 12,3 km norr om La Cantera. Omgivningarna runt La Cantera är en mosaik av jordbruksmark och naturlig växtlighet.